# Skäckmätare
Skäckmätare (Cepphis advenaria) är en fjärilsart som beskrevs av Jacob Hübner 1790. Skäckmätare ingår i släktet Cepphis och familjen mätare. Arten är reproducerande i Sverige. Inga underarter finns listade i Catalogue of Life.

## Bildgalleri

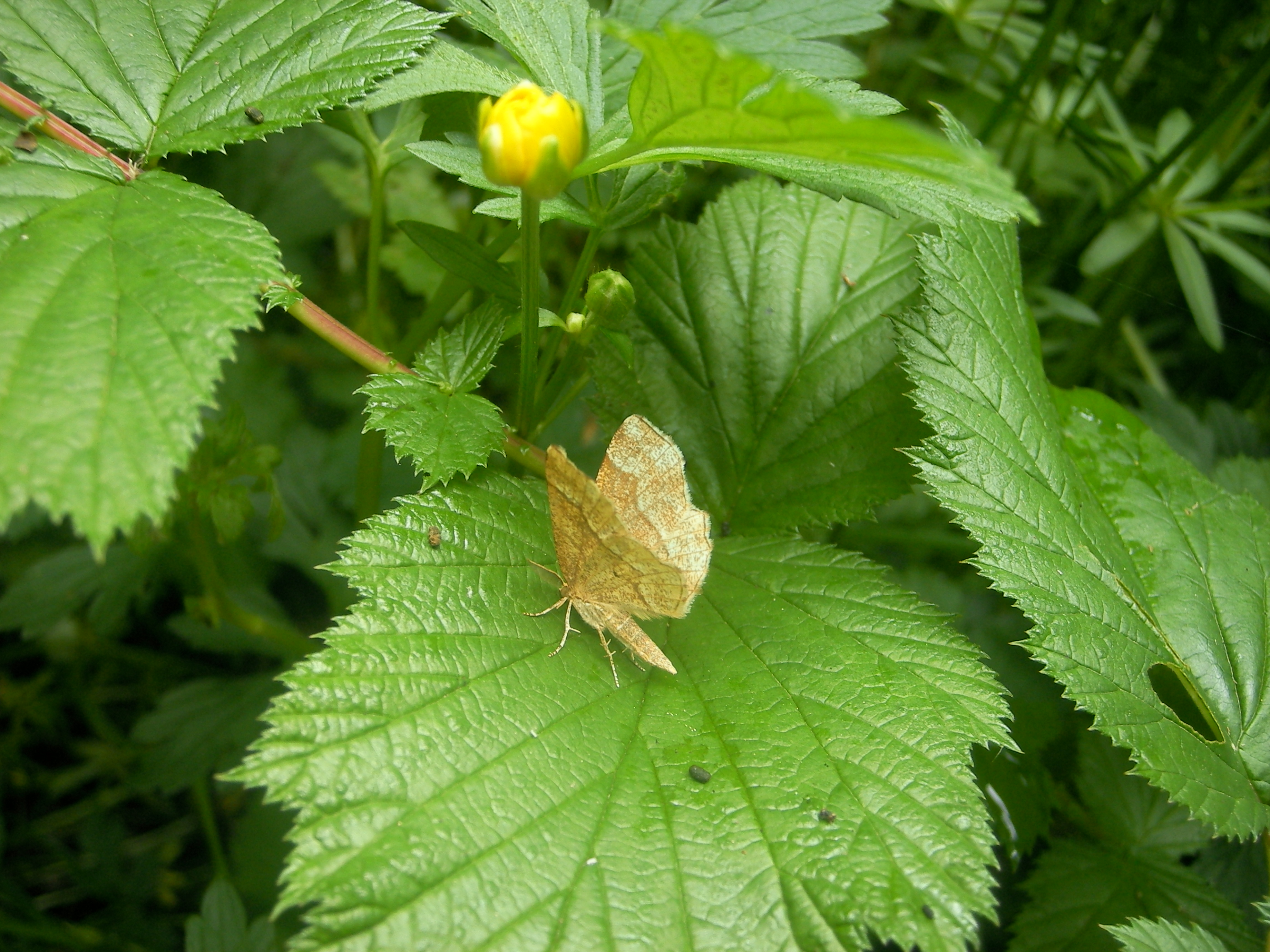
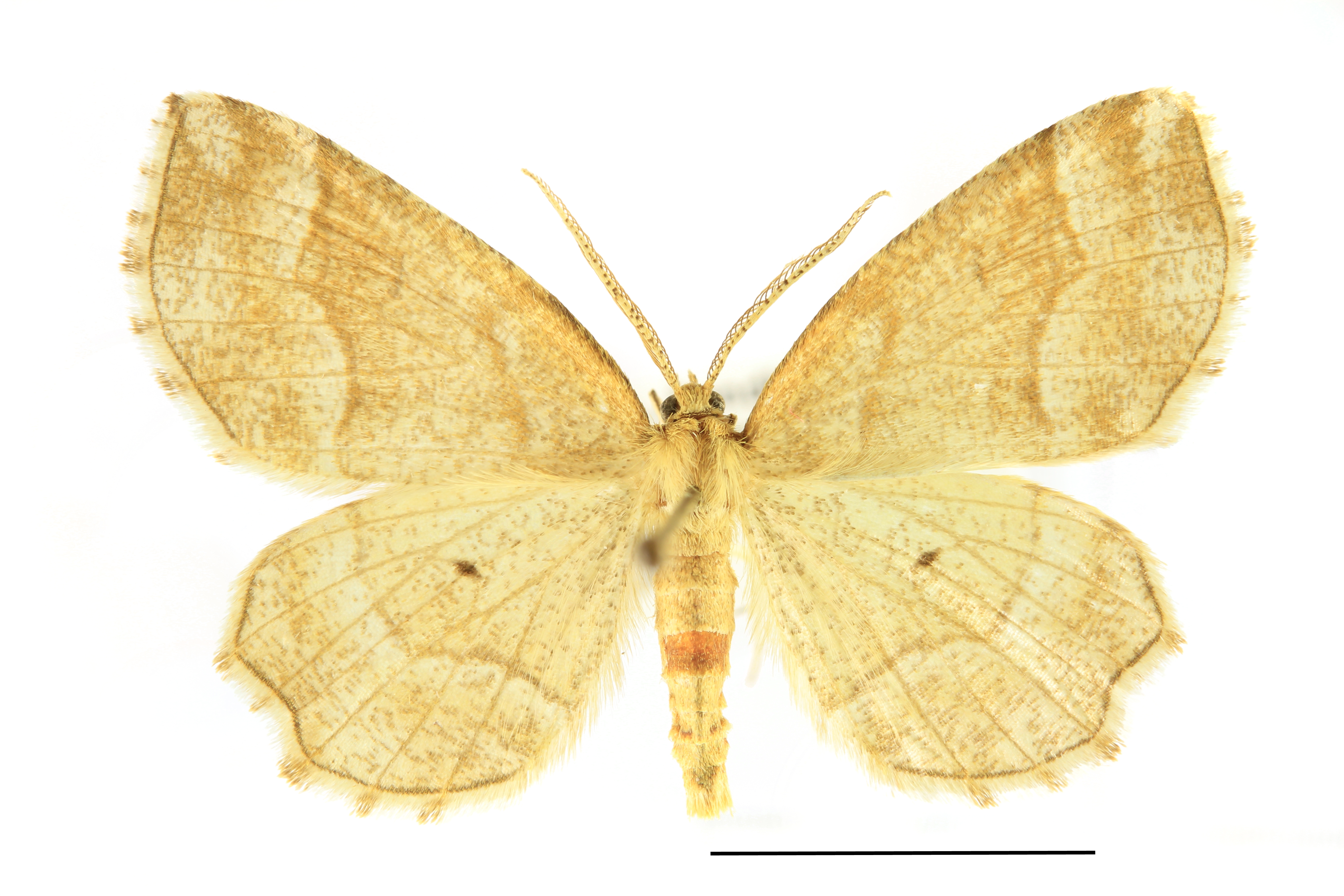
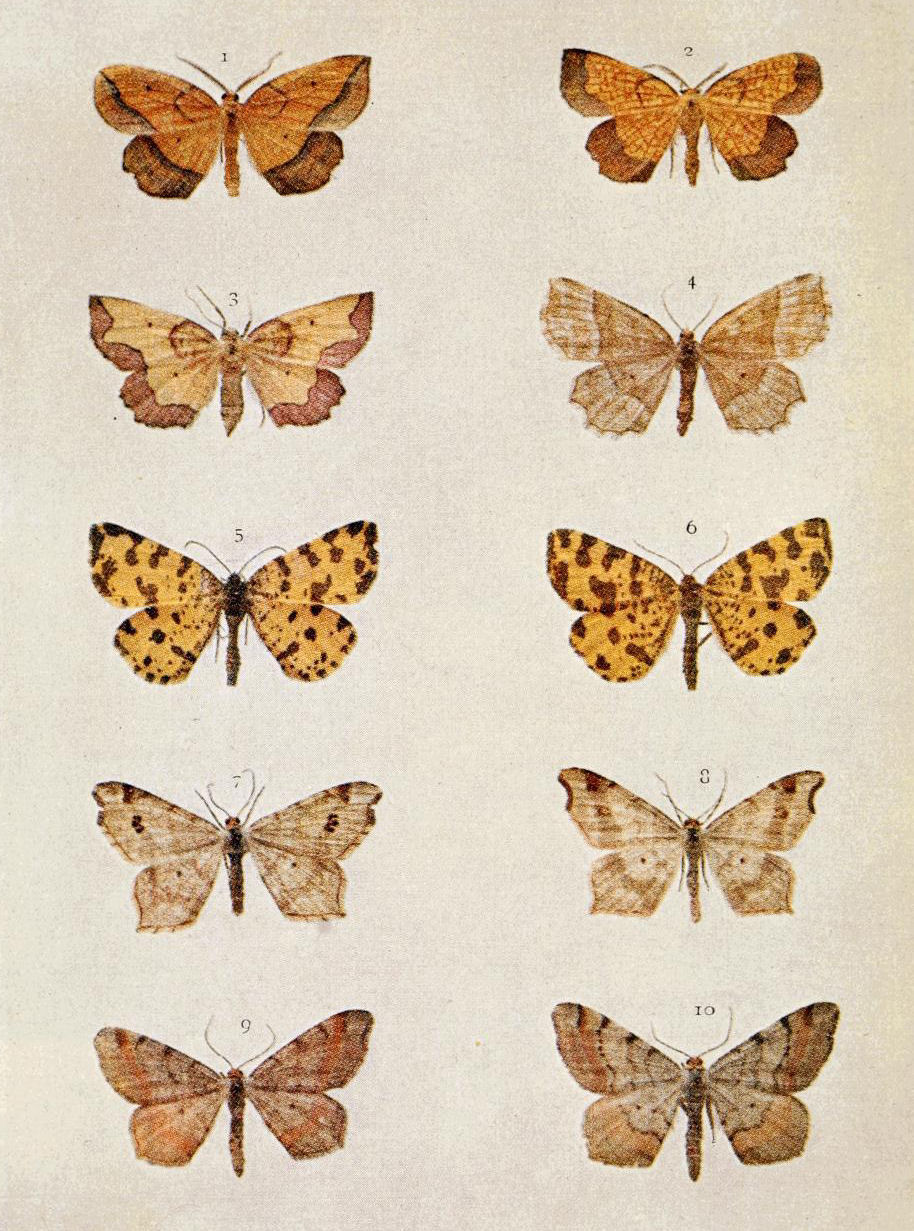
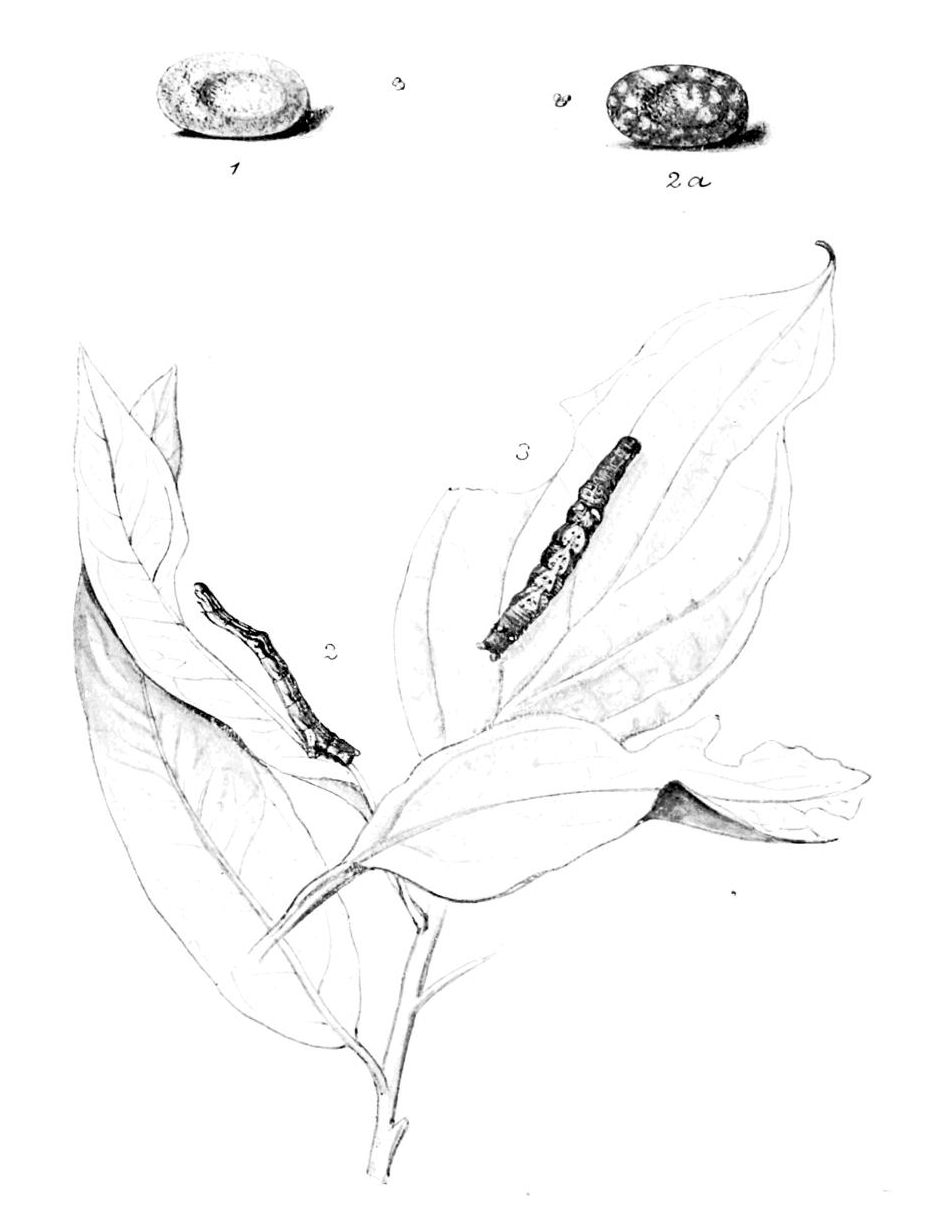